# Manuel Batakian
Manuel Batakian ICPB (* 5. November 1929 in Athen; † 18. Oktober 2021 in Beirut, Libanon) war ein griechischer Ordensgeistlicher und armenisch-katholischer Bischof von Our Lady of Nareg in New York.

## Leben
Manuel Batakian trat der Ordensgemeinschaft des Institut du Clergé Patriarcal de Bzommar (ICPB) bei und empfing am 8. Dezember 1954 die Priesterweihe. Von 1990 bis 1994 war er Prokurator der armenisch-katholischen Kirche in Rom. 
Papst Johannes Paul II. ernannte ihn am 11. November 1994 zum Titularbischof von Caesarea in Cappadocia degli Armeni und zum Weihbischof im Patriarchat von Kilikien. Der Patriarch von Kilikien, Johannes Bedros XVIII. Kasparian, ebenfalls Angehöriger des ICPB, spendete ihm am 12. März des nächsten Jahres die Bischofsweihe; Mitkonsekratoren waren Grégoire Ghabroyan ICPB, Apostolischer Exarch von Frankreich, und André Bedoglouyan, Patriarchal-Exarch von Jerusalem und Amman.
Am 30. November 2000 wurde er zum Apostolischen Exarch der Vereinigten Staaten von Amerika und Kanada ernannt. Papst Benedikt XVI. ernannte ihn am 12. September 2005 zum Bischof von Our Lady of Nareg in New York. Am 21. Mai 2011 wurde das von Batakian aus Altersgründen vorgebrachte Rücktrittsgesuch angenommen.
Manuel Batakian starb in seiner Residenz in Beirut und wurde im Kloster Unserer Lieben Frau von Mariä Himmelfahrt in  Bzommar im Libanon bestattet. 